# 斯克列戈季夫卡
50°51′27″N 25°58′45″E / 50.85750°N 25.97917°E
斯克列戈季夫卡（烏克蘭語：Скреготівка），是烏克蘭的村落，位於該國西部沃倫州，由盧茨克區負責管轄，始建於1890年，面積1.62平方公里，海拔高度182米，2001年人口386，人口密度每平方公里237.83人。